# Mars (Ardèche)
Mars é uma comuna francesa na região administrativa de Auvérnia-Ródano-Alpes, no departamento de Ardèche. Estende-se por uma área de 18,69 km². Em 2010 a comuna tinha 272 habitantes (densidade: 14,6 hab./km²).